# Argia plana
Argia plana es  un caballito del diablo de la familia de los caballitos de alas angostas (Coenagrionidae). Esta es una especie relativamente común en arroyos, se considera indicativa de presencia de manantiales.

## Nombre común
- Español: caballito del diablo.

## Clasificación y descripción de la especie
Argia es el género con mayor número de especies en América, pertenece a la familia de los caballitos de alas angostas. Esta especie fue originalmente descrita de ejemplares de Arizona en E.U.A. y de Michoacán, Morelos y Guerrero en México. Existen dos morfos de esta especie, uno con la coloración clara del abdomen y tórax azul celeste y el otro con dicha coloración violeta. En el  tórax presenta líneas negra humeral y una dorsomedial completas. Los segmentos 3-6 tienen marcas negras laterales basales en forma de gota y un anillo apical, estas marcas están separadas por un área clara cuya extensión varía dependiendo de la procedencia del ejemplar. El segmento 7 es casi completamente negro con un anillo claro basal que puede extenderse en dirección dorsoapical. Los segmentos 8-10 son de color claro.

## Distribución de la especie
Se halla en Arizona enE.U.A., México, Guatemala y Colombia.

## Ambiente terrestre
Esta especie se encuentra en arroyos pequeños a medianos, con substrato rocoso o arenoso, con o sin cobertura vegetal.

## Estado de conservación
De acuerdo a la lista roja de especies amenazadas de la UICN, A. plana se encuentra en la categoría Preocupación Menor (LC).